# 神田すみれ
神田 すみれ（かんだ すみれ、2月23日 - ）は、日本の女流講談師。本名∶男庭 智子。

## 略歴
- 1980年4月 - 神戸市立神戸商業高等学校卒業後に文学座附属演劇研究所、演劇集団「円」を経て二代目神田山陽門下に入門。
- 1989年9月 - 真打昇進。
- 1999年 - お江戸演芸スクール講談教室の講師。
- 2005年 - 池袋コミュニティ・カレッジにて「神田すみれの講談教室」の講師を勤める。

## 弟子

### 真打
- 神田春陽
- 神田あおい
- 神田山緑
- 神田菫花
- 神田こなぎ

### 前座
- 神田蓮陽

### 廃業
- 神田すみ丸
- 神田しおん
- 神田晴陽

## 主な読み物
赤穂義士伝（南部坂雪の別れ、赤垣源蔵、堀部安兵衛、他）、怪談（四谷怪談、牡丹灯籠、真景累ヶ淵）、偉人伝（日蓮上人、空海〈弘法大師〉、白隠禅師）、妲妃のお百、お富与三郎、五郎正宗、真田幸村、腕白竹千代、寛永三馬術、山内一豊の妻、昭和娼婦伝、レ・ミゼラブル、渋沢栄一物語など。
その他古典物、新作物、地元の創作講談など多数。

## 著作・参考文献
- 神田すみれ - 講談協会